# Letní spánek
Letní spánek neboli estivace je podobný zimnímu spánku. Živočichové i rostliny do něj upadají, aby překonali nepříznivé podmínky v letním období (sucho, horko). Podobně jako během hibernace dochází k zpomalení metabolismu, kdy se sníží respirace, šetří se energetickými zásobami a tělo se brání dehydrataci pomocí přerušovaného dýchání. Chovají se takto zvířata v tropických (místy i subtropických) oblastech. Důvodem letního spánku je nejčastěji zabránění přehřátí u ektotermních živočichů,[zdroj⁠?!] i když touto schopností nedisponují jenom studenokrevní živočichové. Jde například o hlemýždě rodu Helix, některé plazy i ryby, pytlouše rodu Perognathus, tarbíkomyš či křečky rodu Baiomys a ryby bahníky. Pouštní žáby žijí v řekách, když z nich voda zmizí, vytvoří si v měkkém bahně slizový kokon, v němž hluboce spí do doby, než se voda vrátí. Želva paprsčitá, která žije na Madagaskaru, si v období horka a sucha vyhloubí hlubokou díru, do níž zaleze a spí do té doby, než začne opět pršet.